# Joachim Herrmann (Astronom)
Joachim Herrmann (* 19. April 1931 in Tübingen; † 28. Dezember 2024 in Recklinghausen) war ein deutscher Astronom und vielfacher Buchautor der Astronomie und Weltraumforschung. Er war langjähriger Leiter der Westfälischen Volkssternwarte und des durch ihn errichteten Planetariums Recklinghausen und baute sie aus bescheidenen Anfängen zu einem führenden Institut der Erwachsenenbildung aus.

## Leben
Joachim Herrmann studierte Astronomie, Mathematik und Physik in Heidelberg und München. Ende 1952 trat er der Vereinigung der Sternfreunde bei. Am 22. Januar 1956 begründete er die Sternwarte in Reutlingen. Nach einer Tätigkeit als Lektor für Sachbücher beim Bertelsmann-Verlag Gütersloh war er von 1957 bis 1962 als wissenschaftlicher Leiter der Wilhelm-Foerster-Sternwarte Berlin tätig.
Als die Stadt Recklinghausen wieder einen hauptamtlichen Astronomen für ihre Sternwarte suchte, wurde er 1962 zu deren Leiter bestellt. Um die Vorträge und Sternführungen noch instruktiver zu machen, erweiterte er die Sternwarte im Jahr 1966 um ein Planetarium (Modell ZKP 1 von Carl Zeiss, Jena). Im Jahr 1985 folgte das Modell ZKP 2 (Skymaster). Im April 1996 ging er in den Ruhestand und lebte weiterhin in Recklinghausen.
Joachim Herrmann wurde durch seine Bücher und Fachartikel über Deutschland hinaus bekannt und hielt zahlreiche Vorträge in ganz Deutschland. Von den 1970er-Jahren war er bis 1995 regelmäßiger astronomischer Mitarbeiter der Zeitschrift Kosmos und publizierte auch in vielen anderen Zeitschriften und Zeitungen. Er zählt zu den drei meistgelesenen Autoren populärwissenschaftlicher Astronomiebücher im deutschen Sprachraum. Von 1957 bis 1966 redigierte er auch das Nachrichtenblatt der Vereinigung der Sternfreunde.
Herrmann starb am 28. Dezember 2024 in Recklinghausen im Alter von 93 Jahren.

## Auszeichnungen
- 1986: Bruno-H.-Bürgel-Preis der Astronomischen Gesellschaft für seine populären Darstellungen astronomischer Forschungsergebnisse
- 1995: Vestischer Preis für seine Verdienste um die astronomische Volksbildung
- 2005: VdS-Medaille für sein Lebenswerk, insbesondere sein Wirken zur Popularisierung der Astronomie

## Veröffentlichungen
- dtv-Atlas Astronomie – ein kompaktes Lehrbuch, gut geeignet für Studienanfänger von Astronomie, Lehramt oder Physik. Deutscher Taschenbuch-Verlag München, 1. Auflage 1973, 15. Auflage 2005, 288 S. inkl. kleinem Sternatlas, ISBN 3-423-03267-7.
- Welcher Stern ist das? (Sterne und Planeten entdecken und beobachten) – eine Modernisierung des bekannten im Franckh/Kosmos-Verlag Stuttgart seit 1940 erschienenen Sternführers von Walter Widmann und Karl Schütte mit kurzen Einführungen in die Astro-Teilbereiche, Lexikon und 150 praktischen Sternkarten für freiäugige Beobachtungen (5 × 12 Monats- und 88 Sternbilder-Karten). Ferner Adressen von Volkssternwarten und Planetarien in Deutschland, Österreich und der Schweiz und Vorschau auf besondere Himmelsereignisse. Ab 24. Auflage 1992; 33. neu bearbeitete Ausgabe 2019, ISBN 978-3-440-16275-0.
- Großes Lexikon der Astronomie. 1. Auflage 1980 Mosaik-Verlag München. 4., überarbeitete und aktualisierte Auflage 1986. Erweiterte Neuauflage als Bertelsmann Lexikon Astronomie 1993 Bertelsmann Lexikon-Verlag Gütersloh. Aktualisierte Neuauflage als Das Grosse Lexikon der Astronomie 2001 Orbis-Verlag. ISBN 3-572-01286-4.

### Weitere Werke
- Astronomie – eine moderne Sternkunde. Bertelsmann-Verlag, Gütersloh 1960.
- Tabellenbuch für Sternfreunde. Kosmos/Franckh-Verlag, Stuttgart 1961.
- Das falsche Weltbild – Astronomie und Aberglaube. Kosmos/Franckh-Verlag Stuttgart, 1962. Erweiterte und aktualisierte Ausgabe, Deutscher Taschenbuch-Verlag, München 1973.
- Leben auf anderen Sternen? Bertelsmann-Verlag, Gütersloh 1963.
- Geburt und Tod im Weltall. Kosmos/Franckh-Verlag, Stuttgart 1964.
- Sterne und Weltraum im Bild. Bibliographisches Institut, Mannheim 1964.
- Sternfreunde fragen. Kosmos/Franckh-Verlag, Stuttgart 1966.
- Gesetze des Weltalls. Kosmos/Franckh-Verlag, Stuttgart 1969.
- Astronomie, die uns angeht (in der Reihe Aktuelles Wissen). Hrsg. Rüdiger Proske, Bertelsmann Lexikon-Verlag, Gütersloh 1974.
- Astrobiologie. Kosmos/Franckh-Verlag, Stuttgart 1974.
- Das Weltall entdecken (mit Peter Haber). Verlagsges. Rudolf Müller, Köln 1975.
- Der Amateurastronom. Kosmos/Franckh-Verlag, Stuttgart 1976.
- Das Weltall in Farbe. Kosmos/Franckh-Verlag, Stuttgart 1980.
- Astronomie – Eine Einführung in die Welt des Kosmos. Bertelsmann Lexikothek-Verlag, Gütersloh 1981.
- Meyers Grosses Sternbuch für Kinder. Bibliographisches Institut, Mannheim 1981.
- Die Sterne (in der Reihe Steinbachs Naturführer). Mosaik-Verlag, München 1985.
- Das Weltall in Zahlen. Kosmos/Franckh-Verlag, Stuttgart 1986.
- Die Kosmos-Himmelskunde. Kosmos/Franckh-Verlag, Stuttgart 1986.
- Sterne – Der nördliche Himmel in Farbe. Kosmos/Franckh-Verlag, Stuttgart 1988.
- Himmelsbeobachtung durch das Jahr. Mosaik-Verlag, München 1992.
- Wörterbuch zur Astronomie. Deutscher Taschenbuch-Verlag, München 1996.

Mehrere Werke sind als Übersetzungen in Frankreich, Spanien, Italien, Niederlande, Schweden, Japan, Brasilien, Ungarn, Tschechien, Lettland, Russland, Polen, Slowakei und Kroatien erschienen.

### Rundfunk- und Fernsehbeiträge
- Kleine Himmelskunde (Schulfunk-Reihe), 1956/1960, SWF/Rai Sender Bozen.
- Einführung in Schulfunk-Programm des Südwestfunks, Jg. 7 (1955), Heft 13, S. 75–83.
- Monatliche Himmels-Vorschau, 1961/1962, SFB.

### Bedeutende Buchbearbeitungen und/oder Mitarbeit
- Bertelsmann Hausatlas. C.Bertelsmann-Verlag, Gütersloh 1960.
- Eduard Penkala: Wunder des Weltalls. Kosmos/Franckh-Verlag, Stuttgart 1961.
- Moderne Bibliothek des Wissens. Band 1: Die Natur. Bertelsmann-Verlag, Gütersloh 1968.
- Dramatischer Wettlauf zum Mond. Ergänzungsbeilage zu Sterne rücken näher – Enzyklopädie der Weltraumfahrt. Band 2. Bertelsmann-Verlag, Gütersloh 1968/1969.
- Bertelsmann-Lexikothek. Ab ca. 1970, Bertelsmann Lexikothek-Verlag, Gütersloh.
- Enzyklopädie 2000. 12 Bände + Ergänzungsbände, 1970–1973, Wissen-Verlag, München.
- Atlas International. Verlagsgruppe Bertelsmann, Gütersloh 1972.
- Hans W. Gaebert: Der große Augenblick in der Astronomie. Loewes Verlag, Bayreuth 1972.
- Lexikothek: Spektrum der Naturwissenschaften. Bertelsmann Lexikon-Verlag, Gütersloh 1976.
- Polaris Orbis Stellarum. Polaris Publications Hans-Thomas Wagner, Lengerich 1985.
- Brian Harpur: Halleys Komet. Wolfgang Krüger Verlag, Frankfurt am Main 1985.
- Irene Naumczyk: Himmelsspaziergang mit Tonkassette. Kosmos/Franckh-Verlag, Stuttgart 1988.
- Uwe Schultz (Hrsg.): Scheibe, Kugel, Schwarzes Loch. Verlag C.H. Beck, München 1990.
- Lexikon der Parawissenschaften. Lit-Verlag, Münster/Hamburg/London 1999.
- Herve Burillier: Die schönsten Himmelsphänomene. Mosaik-Verlag, München 2001.

### (Mit-)Übersetzungen
- Astronomie – Planeten, Sterne, Galaxien. Bertelsmann-Verlag, Gütersloh 1984.
- Iain Nichelson/Patrick Moore: Das Universum. Mosaik-Verlag, München 1987.
- Patrick Moore: Der große Atlas des Universums. Mosaik-Verlag, München 1988/1990.
- Faszination Natur und Technik. Bertelsmann-Lexikon-Verlag, Gütersloh 1996.
- Das Wissen unserer Zeit. Bertelsmann-Lexikon-Verlag, Gütersloh 1998.